# Старшина
Старшина́:
1. Воинское звание военнослужащих сержантского (старшинского) состава (до 1946 года — младшего командного [младшего начальствующего] состава) Вооружённых Сил СССР и Вооружённых Сил РФ начиная с 1935 года. Введено Постановлениями ЦИК СССР № 19 и СНК СССР № 2135 от 22 сентября 1935 года[1], сохранено в Вооружённых силах Российской Федерации (ВС РФ)[2]. По действующему положению присваивается лучшим старшим сержантам, прослужившим на сержантских должностях не менее 6 месяцев и назначенным на должности, для которых штатами предусмотрено звание старшины, а также положительно аттестованным старшим сержантам при увольнении их в запас.
В надводных и подводных силах ВМФ и Береговой охране Погранслужбы ФСБ России (БОХР ПС ФСБ России) званию старшины соответствует звание главный корабельный старшина. Также в ВМФ и БОХР ПС ФСБ России существуют нижестоящие звания главный старшина, старшина 1-й статьи и старшина 2-й статьи.
С 1940 по 1971 годы в плавсоставе Военно-морского флота и Морских частях погранвойск КГБ СССР званию старшины соответствовало звание мичман. До 1940 года в плавсоставе ВМФ и Морской пограничной охране НКВД СССР воинского звания, соответствующего по рангу званию старшины Сухопутных и Военно-воздушных сил РККА, не существовало. С 1935 по 1940 годы в морском флоте ВМС РККА (ВМФ СССР) и морпогранохране НКВД существовало своё «флотское» звание старшины, но оно было ниже рангом «сухопутного» и соответствовало званию младший комвзвод Сухопутных сил и ВВС РККА.
2. Специальное звание сотрудников младшего начальствующего состава правоохранительных органов СССР и Российской Федерации начиная с 1936 года, а также других федеральных органов исполнительной власти России после 1991 года, для которых соответствующими нормативно-правовыми актами данные звания установлены. Впервые специальное звание старшина введено для личного состава Рабоче-крестьянской милиции НКВД СССР совместным постановлением ЦИК и СНК СССР от 26 апреля 1936 года[3]. Нижестоящее специальное звание — отделенный командир, следующее по рангу — сержант милиции.
Указом Президиума ВС СССР от 9 февраля 1943 года вместо специального звания старшина введено новое — старшина милиции.

Старшинские специальные звания существуют в следующих федеральных органах исполнительной власти Российской Федерации (приведён перечень по состоянию на 1 июня 2016 года):
- МВД России — старшина полиции, старшина внутренней службы, старшина юстиции;
- ФСИН России — старшина внутренней службы;
- ГФС России — старшина внутренней службы;
- ГПС МЧС России — старшина внутренней службы;
- Росгвардия — старшина полиции.

Согласно таблице соотношения классных чинов федеральной государственной гражданской службы, воинских и специальных званий, классных чинов юстиции, вышеперечисленные специальные звания старшин соответствуют по рангу воинскому званию старшина (главный корабельный старшина) ВС РФ.
1. Воинская должность в роте (батарее, эскадроне, авиаэскадрилье), а также на кораблях и судах для военнослужащих сержантского и старшинского состава (до 1946 года — младшего командного [младшего начальствующего] состава) Вооружённых сил СССР и Российской Федерации.
Старшина роты (батареи, эскадрона, эскадрильи) является прямым начальником солдат и сержантов своего подразделения; отвечает за правильное несение ими службы, воинскую дисциплину, внутренний порядок, сохранность вооружения и другого имущества. Подчиняется командиру роты и в отсутствие офицеров выполняет его обязанности. На должности старшины роты (батареи и т. д.) назначаются лица в званиях прапорщиков и сержантов.
Старшина команды (группы) на кораблях и судах ВМФ и Береговой охраны (ранее — морчастей погранвойск) подчиняется командиру группы (батареи, дивизиона, боевой части, начальнику службы), является прямым начальником личного состава команды (группы) и отвечает: за выполнение командой (группой) поставленных задач; за обучение, воспитание, воинскую дисциплину и морально-психологическое состояние личного состава команды (группы); за эксплуатацию и состояние оружия и технических средств, находящихся в заведовании команды (группы); за несение службы корабельных нарядов подчиненными и внутренний порядок в команде (группе); за сохранность и исправное состояние имущества команды (группы)[6]. Названия должностей старшин команд (групп) подразделяются в соответствии с их военной специальностью: строевой старшина, рулевой старшина, сигнальный старшина, машинный старшина, трюмный старшина и т. д.
2. В России должность работника ведомственной охраны[7][8][9]. Например, в ведомственной охране госкорпорации «Росатом» старшина организует учет, хранение и использование вооружения, боеприпасов, имущества и инвентаря, производит их осмотр в соответствии с требованиями инструкций. Организует своевременный ремонт вооружения, имущества и инвентаря. Ведет учет работников подразделения ведомственной охраны (ВО). Обеспечивает работников подразделения ВО обмундированием и обувью, а также работников караулов постовой одеждой. Обеспечивает поддержание внутреннего распорядка и контролирует содержание помещения ВО в чистоте. По указанию руководства подразделения ВО проводит проверку несения службы по охране объекта[10].
3. В Российской империи в XIX—XX вв. на Кавказе, в Поволжье и Средней Азии, где не было волостей, выборный либо назначаемый царской администрацией (к примеру, в Чечне в аулах, принявших российское подданство) исполнительный орган, а также должность главы сельского общества, выполняющего функции волостного старосты[11].

- Узбек, старшина (аксакал) деревни Ходжагент, 1868. Рисунок В. В. Верещагина.
- Башкир-старшина со старшинским знаком — медалью. Оренбург, 1892.

## Последовательность воинского звания в СССР и Российской Федерации
| Период | Период           | Период          | Младшее звание      | Старшина | Старшее звание                                 |
| ------ | ---------------- | --------------- | ------------------- | -------- | ---------------------------------------------- |
| СССР   |                  | c 1935          | Отделённый командир | Старшина | Лейтенант (до 1937) Младший лейтенант (с 1937) |
| СССР   | Младший комвзвод | c 1935          |                     | Старшина | Лейтенант (до 1937) Младший лейтенант (с 1937) |
| СССР   | c 1940           | Старший сержант |                     | Старшина | Лейтенант (до 1937) Младший лейтенант (с 1937) |
| СССР   | с 1971           | Старший сержант | Прапорщик           | Старшина |                                                |
| РФ     |                  | Старший сержант | Прапорщик           | Старшина | с 1991                                         |
| РФ     | с 1993           | Старший сержант | Прапорщик           | Старшина |                                                |

## Знаки различия старшины в Вооружённых Силах, других войсках, воинских формированиях и органах РИА,СССР и РФ
|                                   | Должностные знаки различия старшины роты РККА (1919—1924) · Должностные знаки различия старшины роты РККА (1919—1922) |
| Погон подпрапорщика РИА (до 1917) | Нарукавные должностные знаки различия воинской должности старшина роты (батареи, эскадрона) РККА (1919—1922)          |

- Гимнастёрочные петличные знаки различия воинского звания старшина РККА (1935-1940)
- Нарукавные знаки различия воинского звания старшина морского флота ВМС РККА (ВМФ СССР)
(1935—1940)
- Погон старшины инженерных войск к парадно-выходной форме одежды РККА (СА) (1943-1955)
- Погон старшины стрелковых частей СА
(1955—1963)
- Погон старшины ВВС, ВДВ и авиации ПВО СА
(1955—1963)
- Погон к парадно-выходной форме одежды старшины СВ, ВВС, ВДВ и РВСН ВС РФ
(1994[12]—2011[13])
- Погон к парадно-выходной форме одежды курсанта в воинском звании старшина ВВС и воздушно-десантных войск ВС РФ
(1994[12]—2011[13])
- Погон к рубашке военнослужащих в воинском звании старшина внутренних войск (ВВ)
(1995[14]—2016[15])
и Государственной противопожарной службы (ГПС) МВД России
(1995[14]—2001)
- Погон к полевой форме одежды военнослужащих в воинском звании старшина ВС РФ, других войск, воинских формирований и органов, в которых предусмотрена военная служба, а также сотрудников правоохранительной службы в специальном звании старшина внутренней службы федеральных органов исполнительной власти России, для которых установлены соответствующие специальные звания[16]
(1994[12]—2016[15])
- Погон старшины мотострелковых войск СА и ВС РФ
(1963—1994[12] и 2011[13]—2015[17])
- Погон старшины ВВС и ВДВ СА и ВС РФ
(1963—1994[12] и 2011[13]—2015[17])
- Погон военнослужащих в воинском звании старшина СМВЧ ВВ и сотрудников правоохранительной службы в специальном звании старшина милиции (с 2011 — старшина полиции) МВД России[18][19][20]

## Знаки различия старшины в силовых структурах других стран
- Штабс-фельдфебель войска связи Бундесверa
- Штабс-фельдфебель Военно-воздушных сил Германии
- Штабс-боцман Военно-морских сил Германии
- Погон старшины СВ
ВС Болгарии с 1990 года.
- Погон старшины ВВС ВС Болгарии с 1990 года.
- Погон старшины СВ Украины до 2016 года
- Проект погона старшины вооружённых сил Украины
- Погон старшины милиции МВД Украины с 2002 до 2015 года.